# Lijst van voetbalinterlands Engeland - Trinidad en Tobago
Deze lijst van voetbalinterlands is een overzicht van alle officiële voetbalwedstrijden tussen de nationale teams van Engeland en Trinidad en Tobago. De landen speelden tot op heden twee keer tegen elkaar. De eerste ontmoeting, een groepswedstrijd tijdens het Wereldkampioenschap voetbal 2006, werd gespeeld in Neurenberg (Duitsland) op 15 juni 2006. Het laatste duel, een vriendschappelijke wedstrijd, vond plaats op 1 juni 2008 in Port of Spain.

## Wedstrijden
| № | Plaats        | Datum        | Competitie        | Wedstrijd                     | Uitslag |
| - | ------------- | ------------ | ----------------- | ----------------------------- | ------- |
| 1 | Neurenberg    | 15 juni 2006 | WK 2006           | Engeland – Trinidad en Tobago | 2 – 0   |
| 2 | Port of Spain | 1 juni 2008  | Vriendschappelijk | Trinidad en Tobago – Engeland | 0 – 3   |

## Samenvatting
| Competitie        | Totaal gespeeld | Winst Engeland | Gelijk | Winst Trinidad en T. | Doelsaldo Engeland – Trinidad en T. |
| ----------------- | --------------- | -------------- | ------ | -------------------- | ----------------------------------- |
| WK-eindronde      | 1               | 1              | 0      | 0                    | 2 − 0                               |
| Vriendschappelijk | 1               | 1              | 0      | 0                    | 3 − 0                               |
| Totaal            | 2               | 2              | 0      | 0                    | 5 − 0                               |

Wedstrijden bepaald door strafschoppen worden, in lijn met de FIFA, als een gelijkspel gerekend.

## Details

### Eerste ontmoeting
| WK 2006 (Neurenberg, Duitsland, 15 juni 2006): |              | |
| Engeland | 2 – 0        | Trinidad en Tobago |
| Peter Crouch 83' Steven Gerrard 90+1' | goals        | |
| Sven-Göran Eriksson | bondscoach   | Leo Beenhakker |
| Paul Robinson Ashley Cole Steven Gerrard Rio Ferdinand John Terry David Beckham Frank Lampard Michael Owen 58' Joe Cole 75' Jamie Carragher 58' Peter Crouch | opstellingen | Shaka Hislop Brent Sancho Dennis Lawrence Christopher Birchall Cyd Gray Aurtis Whitley Carlos Edwards Stern John 70' Kenwyne Jones 85' Densill Theobald Dwight Yorke |
| Aaron Lennon 58' Wayne Rooney 58' Stewart Downing 75' | wissels      | 70' Cornell Glen 85' Evans Wise |
| Frank Lampard 64' | gele kaarten | 18' Densill Theobald 19' Aurtis Whitley 46' Kenwyne Jones 47' Shaka Hislop 56' Cyd Gray                                                                              |

### Tweede ontmoeting
| Vriendschappelijk (Port of Spain, Trinidad en Tobago, 1 juni 2008): |              | |
| Trinidad en Tobago | 0 – 3        | Engeland |
| | goals        | 12' Gareth Barry 15' Jermain Defoe 49' Jermain Defoe |
| Francisco Maturana | bondscoach   | Fabio Capello |
| Clayton Ince Dennis Lawrence Ancil Farrier Kern Cupid 46' Makan Hislop Carlos Edwards Aurtis Whitley Keon Daniel 76' Khaleem Hyland 76' Stern John 74' Kenwyne Jones 11' | opstellingen | 46' David James Glen Johnson 84' Wayne Bridge Gareth Barry 46' Rio Ferdinand Jonathan Woodgate 46' David Beckham 57' Stewart Downing 46' Dean Ashton Steven Gerrard 69' Jermain Defoe |
| Darryl Roberts 11' 46' Osei Telesford 46' Kareem Smith 46' Jerrol Forbes 74' Dwight Yorke 76' Kevaughhn Connell 76'                                                      | wissels      | 46' Joe Hart 46' Phil Jagielka 46' David Bentley 46' Peter Crouch 57' Ashley Young 69' Theo Walcott 84' Stephen Warnock                                                               |
| | gele kaarten | 29' Steven Gerrard |
| - Debuut van Dean Ashton, Joe Hart, Phil Jagielka en Stephen Warnock voor Engeland.                                                                                      |              | |

FA · A-internationals · Selecties · Bondscoaches · Engels vrouwenelftal · Brits olympisch elftal · Engeland -21 · Engeland -20 · Engeland -19 · Engeland -18 · Engeland -17 · Engeland -16 · Vrouwen -17
1872 – 1899 ·
1900 – 1919 ·
1920 – 1929 ·
1930 – 1939 ·
1940 – 1949 ·
1950 – 1959 ·
1960 – 1969 ·
1970 – 1979 ·
1980 – 1989 ·
1990 – 1999 ·
2000 – 2009 ·
2010 – 2019 ·
2020 − 2029
EK's: 1968 ·
1980 ·
1988 ·
1992 ·
1996 ·
2000 ·
2004 ·
2012 · 
2016 · 
2020 · 
2024
WK's: 1950 ·
1954 ·
1958 ·
1962 ·
1966 ·
1970 ·
1982 ·
1986 ·
1990 ·
1998 ·
2002 ·
2006 ·
2010 ·
2014 ·
2018 · 
2022
Albanië ·
Algerije ·
Andorra ·
Argentinië ·
Australië ·
Azerbeidzjan ·
België ·
Bosnië en Herzegovina ·
Brazilië ·
Bulgarije ·
Canada ·
Chili ·
China ·
Colombia ·
Costa Rica ·
Cyprus ·
Denemarken ·
DDR · 
Duitsland ·
Ecuador ·
Egypte ·
Estland ·
Finland ·
Frankrijk ·
Georgië ·
Ghana ·
GOS ·
Griekenland ·
Honduras ·
Hongarije ·
Ierland ·
IJsland · 
Iran ·
Israël ·
Italië ·
Ivoorkust ·
Jamaica ·
Japan ·
Joegoslavië ·
Kameroen ·
Kazachstan ·
Koeweit ·
Kosovo ·
Kroatië ·
Liechtenstein ·
Litouwen ·
Luxemburg ·
Maleisië ·
Malta ·
Marokko ·
Mexico ·
Moldavië ·
Montenegro ·
Nederland ·
Nieuw-Zeeland ·
Nigeria ·
Noord-Ierland ·
Noord-Macedonië ·
Noorwegen ·
Oekraïne ·
Oostenrijk ·
Panama · 
Paraguay ·
Peru · 
Polen ·
Portugal ·
Roemenië ·
Rusland ·
San Marino · 
Saoedi-Arabië ·
Schotland ·
Senegal ·
Servië ·
Servië en Montenegro · 
Slovenië ·
Slowakije ·
Sovjet-Unie ·
Spanje ·
Trinidad en Tobago ·
Tsjechië ·
Tsjecho-Slowakije ·
Tunesië ·
Turkije ·
Uruguay ·
Verenigde Staten ·
Wales ·
Wit-Rusland ·
Zuid-Afrika ·
Zuid-Korea ·
Zweden ·
Zwitserland
Algerije (2010) · 
Argentinië (1986) · 
Argentinië (1998) · 
Argentinië (2002) · 
België (1990) · 
België (2018, 1) · 
België (2018, 2) · 
Brazilië (2002) · 
Colombia (1998) ·
Colombia (2018) ·
Costa Rica (2014) ·
Denemarken (2002) ·
Denemarken (2021) · 
Duitsland (2000) ·
Duitsland (2010) ·
Duitsland (2021) ·
Ecuador (2006) ·
Egypte (1990) ·
Frankrijk (1982) ·
Frankrijk (2012) ·
Frankrijk (2022) ·
Ierland (1990) · 
IJsland (2016) ·
Italië (1990) · 
Italië (2012) · 
Italië (2014) · 
Italië (2021) · 
Kameroen (1990) · 
Koeweit (1982) · 
Kroatië (2018) ·
Kroatië (2021) · 
Marokko (1986) · 
Nederland (1990) · 
Nigeria (2002) · 
Oekraïne (2012) · 
Oekraïne (2021) ·
Panama (2018) · 
Paraguay (1986) · 
Paraguay (2006) · 
Polen (1986) · 
Portugal (1986) · 
Portugal (2000) · 
Portugal (2006) · 
Roemenië (1998) ·
Roemenië (2000) ·
Rusland (2016) ·
Schotland (2021) ·
Senegal (2022) ·
Slovenië (2010) ·
Slowakije (2016) ·
Spanje (1982) ·
Spanje (2024) ·
Trinidad en Tobago (2006) ·
Tsjechië (2021) ·
Tsjecho-Slowakije (1982) ·
Tunesië (1998) ·
Tunesië (2018) ·
Uruguay (2014) ·
Verenigde Staten (2010) ·
Wales (2016) · 
West-Duitsland (1966) ·
West-Duitsland (1982) ·
West-Duitsland (1990) ·
Zweden (2002) ·
Zweden (2006) · 
Zweden (2012)
TTFF · A-internationals · Bondscoaches · Selecties · Statistieken · Olympisch elftal · Vrouwenelftal van Trinidad en Tobago · Trinidad U21 · Trinidad U19 · Trinidad U17
Gold Cup 1991 · 
Gold Cup 1993 · 
Gold Cup 1996 · 
Gold Cup 1998 · 
Gold Cup 2000 · 
Gold Cup 2002 · 
Gold Cup 2005 · 
Gold Cup 2007 · 
Gold Cup 2009 · 
Gold Cup 2011 · 
Gold Cup 2013
WK 2006
1934 · 
1935 · 
1936 · 
1937 · 
1938 · 
1939 · 
1940 · 
1941 · 
1942 · 
1943 · 
1944 · 
1945 · 
1946 · 
1947 · 
1948 · 
1949 · 
1950 · 
1951 · 
1952 · 
1953 · 
1954 · 
1955 · 
1956 · 
1957 · 
1958 · 
1959 · 
1960 · 
1961 · 
1962 · 
1963 · 
1964 · 
1965 · 
1966 · 
1967 · 
1968 · 
1969 · 
1970 · 
1971 · 
1972 · 
1973 · 
1974 · 
1975 · 
1976 · 
1977 · 
1978 · 
1979 · 
1980 · 
1981 · 
1982 · 
1983 · 
1984 · 
1985 · 
1986 · 
1987 · 
1988 · 
1989 · 
1990 · 
1991 · 
1992 · 
1993 · 
1994 · 
1995 · 
1996 · 
1997 · 
1998 · 
1999 · 
2000 · 
2001 · 
2002 · 
2003 · 
2004 · 
2005 · 
2006 · 
2007 · 
2008 · 
2009 · 
2010 · 
2011 · 
2012 · 
2013 · 
2014 ·
2015 ·
2016 ·
2017 ·
2018 ·
2019 ·
2020 ·
2021 ·
2022
Anguilla · 
Antigua en Barbuda ·
Argentinië ·
Azerbeidzjan · 
Bahama's ·
Bahrein · 
Barbados · 
Belize · 
Bermuda · 
Bolivia ·
Botswana · 
Britse Maagdeneilanden · 
Canada · 
Chili · 
China · 
Colombia · 
Costa Rica · 
Cuba · 
Curaçao · 
Dominicaanse Republiek ·
Ecuador ·
Egypte ·
El Salvador ·
Engeland ·
Estland ·
Finland ·
Grenada ·
Guatemala ·
Guyana ·
Haïti ·
Honduras ·
Ierland ·
IJsland ·
India ·
Irak ·
Iran ·
Jamaica ·
Japan ·
Jordanië ·
Kaaimaneilanden · 
Kenia · 
Koeweit ·
Marokko ·
Mexico ·
Montserrat ·
Nederlandse Antillen ·
Nicaragua ·
Nieuw-Zeeland ·
Noord-Ierland ·
Noorwegen · 
Oostenrijk · 
Panama ·
Paraguay ·
Peru ·
Puerto Rico ·
Roemenië ·
Saint Kitts en Nevis ·
Saint Lucia ·
Saint Vincent en de Grenadines ·
Saoedi-Arabië · 
Schotland ·
Slovenië ·
Suriname ·
Tadzjikistan ·
Taiwan ·
Thailand ·
Tsjechië · 
Uruguay · 
Venezuela · 
Verenigde Arabische Emiraten ·
Verenigde Staten ·
Wales · 
Zuid-Afrika ·
Zuid-Korea ·
Zweden
Engeland (2006) · 
Paraguay (2006) · 
Zweden (2006)